# Alexandra Manly
Alexandra Manly (Kalgoorlie, 28 de febrero de 1996) es una deportista australiana que compite en ciclismo en las modalidades de ruta y pista.
Ganó cinco medallas en el Campeonato Mundial de Ciclismo en Pista entre los años 2017 y 2023. En carretera obtuvo una medalla de bronce en el Campeonato Mundial de Ciclismo en Ruta de 2022, en la prueba de contrarreloj por relevos mixtos.
Participó en los Juegos Olímpicos de Tokio 2020, ocupando el quinto lugar en la prueba de persecución por equipos.

## Medallero internacional
| Campeonato Mundial | Campeonato Mundial    | Campeonato Mundial | Campeonato Mundial      |
| Año                | Lugar                 | Medalla            | Competición             |
| ------------------ | --------------------- | ------------------ | ----------------------- |
| 2017               | Hong Kong (China)     | Medalla de plata   | Persecución por equipos |
| 2017               | Hong Kong (China)     | Medalla de bronce  | Madison                 |
| 2019               | Pruszków (Polonia)    | Medalla de oro     | Persecución por equipos |
| 2019               | Pruszków (Polonia)    | Medalla de oro     | Puntuación              |
| 2023               | Glasgow (Reino Unido) | Medalla de plata   | Madison                 |

| Campeonato Mundial | Campeonato Mundial     | Campeonato Mundial | Campeonato Mundial              |
| Año                | Lugar                  | Medalla            | Competición                     |
| ------------------ | ---------------------- | ------------------ | ------------------------------- |
| 2022               | Wollongong (Australia) | Medalla de bronce  | Contrarreloj por relevos mixtos |

## Palmarés
2022
- Tour de Turingia femenino, más 4 etapas
- 1 etapa del Tour de Escandinavia

2023
- 1 etapa del Santos Women's Tour

2024
- 3.ª en el Campeonato de Australia en Ruta